# Dietrich VII.
Dietrich (oko 1256./57. – 4. listopada 1305.) bio je grof Klevea, sin grofa Dietricha VI. i njegove žene Aleidis od Heinsberga. 
Imao je dvije supruge i mnogo djece, ali njegovi sinovi koji su ga naslijedili nisu mu podarili unuke i Kleve je spojen s Markom.
1260. je zaručen za Margaretu od Gelrea, kćer Otona II. Poslije ju je i oženio te mu je rodila Otona, redovnicu Katarinu i Adelajdu, suprugu Henrika II. od Waldecka.
Dietrichu je druga žena, Margareta Habsburška, rodila sina Dietricha. Zatim je rodila Margaretu, Ivana, Irmgardu, Agnezu, Mariju, Eberharda i Anu, koja se udala za Gotfrida IV. od Arnsberga.